# Campionato mondiale di curling femminile 2024
Il Campionato mondiale di curling femminile 2024 è stata la 45ª edizione del torneo. Si è svolta a Sydney, in Canada, dal 16 al 24 marzo 2024.

## Squadre qualificate
| Canada | Corea del Sud | Danimarca | Estonia | Giappone |
| --- | --- | --- | --- | --- |
| Ottawa CC, Ottawa Skip: Rachel Homan Third: Tracy Fleury Second: Emma Miskew Lead: Sarah Wilkes Alternate: Rachelle Brown                                     | Uijeongbu CC, Uijeongbu Skip: Gim Eun-ji Third: Kim Min-ji Second: Kim Su-ji Lead: Seol Ye-eun Alternate: Seol Ye-ji                                       | Hvidovre CC, Hvidovre & Gentofte CC, Gentofte Skip: Madeleine Dupont Third: Mathilde Halse Second: Denise Dupont Lead: My Larsen Alternate: Jasmin Lander | Curling Tallinn, Tallinn Fourth: Erika Tuvike Third: Kerli Laidsalu Skip: Liisa Turmann Lead: Heili Grossmann                        | Karuizawa CC, Karuizawa Skip: Miyu Ueno Third: Asuka Kanai Second: Junko Nishimuro Lead: Yui Ueno Alternate: Mone Ryokawa              |
| Italia | Norvegia | Nuova Zelanda | Scozia | Stati Uniti |
| CC Dolomiti, Cortina d'Ampezzo Skip: Stefania Constantini Third: Elena Mathis Second: Angela Romei Lead: Giulia Zardini Lacedelli Alternate: Marta Lo Deserto | Lillehammer CC, Lillehammer Fourth: Kristin Skaslien Skip: Marianne Rørvik Second: Mille Haslev Nordbye Lead: Martine Rønning Alternate: Ingeborg Forbregd | Naseby Indoor Curling Rink, Naseby Skip: Jessica Smith Third: Courtney Smith Second: Bridget Becker Lead: Holly Thompson Alternate: Natalie Thurlow       | Curl Aberdeen, Aberdeen Skip: Rebecca Morrison Third: Jenn Dodds Second: Sophie Sinclair Lead: Sophie Jackson Alternate: Gina Aitken | St. Paul CC, St. Paul Skip: Tabitha Peterson Third: Cory Thiesse Second: Tara Peterson Lead: Becca Hamilton Alternate: Vicky Persinger |
| Svezia | Svizzera | Turchia | | |
| Sundbybergs CK, Sundbyberg Skip: Anna Hasselborg Third: Sara McManus Second: Agnes Knochenhauer Lead: Sofia Mabergs Alternate: Johanna Heldin                 | Milli Piyango CA, Erzurum Skip: Dilşat Yıldız Third: Öznur Polat Second: İfayet Şafak Çalıkuşu Lead: Berfin Şengül Alternate: İclal Karaman                | Milli Piyango CA, Erzurum Skip: Dilşat Yıldız Third: Öznur Polat Second: Mihriban Polat Lead: Berfin Şengül Alternate: İfayet Şafak Çalıkuşu              | | |

## Girone all'italiana

### Classifica
| Legenda | Legenda                      |
| ------- | ---------------------------- |
|         | Qualificata alla fase finale |

| Nazione       | Skip                 | V  | P  | V–P | PF  | PS  | EV | EP | BE | ER | %T    | DSC   |
| ------------- | -------------------- | -- | -- | --- | --- | --- | -- | -- | -- | -- | ----- | ----- |
| Canada        | Rachel Homan         | 11 | 1  | –   | 96  | 53  | 51 | 41 | 9  | 10 | 88,4% | 31,70 |
| Svizzera      | Silvana Tirinzoni    | 10 | 2  | 2–0 | 89  | 44  | 50 | 30 | 7  | 17 | 89,2% | 29,63 |
| Italia        | Stefania Constantini | 10 | 2  | 1–1 | 97  | 61  | 50 | 43 | 10 | 9  | 86,1% | 32,06 |
| Corea del Sud | Gim Eun-ji           | 10 | 2  | 0–2 | 100 | 59  | 58 | 41 | 4  | 17 | 83,5% | 27,95 |
| Svezia        | Anna Hasselborg      | 7  | 5  | –   | 78  | 59  | 52 | 44 | 12 | 16 | 87,1% | 39,31 |
| Danimarca     | Madeleine Dupont     | 6  | 6  | 1–0 | 73  | 73  | 44 | 47 | 4  | 10 | 78,8% | 59,24 |
| Stati Uniti   | Tabitha Peterson     | 6  | 6  | 0–1 | 77  | 85  | 47 | 47 | 3  | 11 | 83,1% | 43,43 |
| Scozia        | Rebecca Morrison     | 5  | 7  | –   | 59  | 82  | 39 | 49 | 11 | 7  | 81,4% | 34,75 |
| Norvegia      | Marianne Rørvik      | 4  | 8  | –   | 72  | 80  | 45 | 50 | 6  | 10 | 83,8% | 46,83 |
| Turchia       | Dilşat Yıldız        | 3  | 9  | 1–0 | 68  | 94  | 48 | 53 | 6  | 8  | 77,9% | 51,34 |
| Giappone      | Miyu Ueno            | 3  | 9  | 0–1 | 64  | 84  | 42 | 52 | 6  | 8  | 77,6% | 50,61 |
| Estonia       | Liisa Turmann        | 2  | 10 | –   | 71  | 108 | 47 | 56 | 4  | 9  | 75,7% | 41,14 |
| Nuova Zelanda | Jessica Smith        | 1  | 11 | –   | 48  | 110 | 35 | 54 | 2  | 5  | 68,4% | 69,81 |

### Risultati
|               | CAN  | KOR  | DEN  | EST  | JPN  | ITA  | NOR  | NZL  | SCO  | USA  | SWE  | SUI  | TUR  |
| ------------- | ---- | ---- | ---- | ---- | ---- | ---- | ---- | ---- | ---- | ---- | ---- | ---- | ---- |
| Canada        |      | 5–6  | 7–4  | 9–4  | 7–2  | 8–7  | 9–4  | 9–2  | 8–2  | 10–6 | 7–6  | 8–5  | 9–5  |
| Corea del Sud | 6–5  |      | 9–5  | 9–6  | 9–4  | 9–10 | 7–4  | 12–4 | 9–3  | 9–3  | 7–5  | 4–7  | 10–3 |
| Danimarca     | 4–7  | 5–9  |      | 10–9 | 6–5  | 6–8  | 3–9  | 7–1  | 9–2  | 7–4  | 5–6  | 1–9  | 10–4 |
| Estonia       | 4–9  | 6–9  | 9–10 |      | 4–10 | 4–8  | 8–6  | 10–7 | 8–12 | 4–12 | 5–8  | 3–9  | 6–8  |
| Giappone      | 2–7  | 4–9  | 5–6  | 10–4 |      | 8–10 | 8–5  | 8–6  | 2–7  | 7–9  | 3–5  | 3–10 | 4–6  |
| Italia        | 7–8  | 10–9 | 8–6  | 8–4  | 10–8 |      | 10–2 | 11–3 | 8–2  | 10–3 | 6–4  | 2–6  | 7–6  |
| Norvegia      | 4–9  | 4–7  | 9–3  | 6–8  | 5–8  | 2–10 |      | 11–4 | 4–6  | 5–7  | 8–7  | 3–6  | 11–5 |
| Nuova Zelanda | 2–9  | 4–12 | 1–7  | 7–10 | 6–8  | 3–11 | 4–11 |      | 8–6  | 3–6  | 2–8  | 2–10 | 6–9  |
| Scozia        | 2–8  | 3–9  | 2–9  | 12–8 | 7–2  | 2–8  | 6–4  | 6–8  |      | 6–8  | 1–8  | 6–5  | 6–5  |
| Stati Uniti   | 6–10 | 3–9  | 4–7  | 12–4 | 9–7  | 3–10 | 7–5  | 9–3  | 8–6  |      | 5–10 | 3–10 | 8–4  |
| Svezia        | 6–7  | 5–7  | 6–5  | 8–5  | 5–3  | 4–6  | 7–8  | 8–2  | 7–1  | 10–5 |      | 2–4  | 9–6  |
| Svizzera      | 5–8  | 7–4  | 9–1  | 9–3  | 10–3 | 6–2  | 6–2  | 10–2 | 5–6  | 10–3 | 4–2  |      | 8–7  |
| Turchia       | 5–9  | 3–10 | 4–10 | 8–6  | 6–4  | 6–7  | 5–11 | 9–6  | 5–6  | 4–8  | 6–9  | 7–8  |      |

## Fase finale
|  | Play-off | Play-off      | Play-off |               |   | Semifinali | Semifinali      | Semifinali      |                 |        | Finale | Finale | Finale |  |
|  |          |               |          |               |   |            |                 |                 |                 |        |        |        |        |  |
|  |          |               |          |               |   | 1          | Canada          | 9               |                 |        |        |        |        |  |
|  |          |               |          |               |   | 1          | Canada          | 9               |                 |        |        |        |        |  |
|  |          |               | 5        | Corea del Sud | 7 |            |                 |                 |                 |        |        |        |        |  |
|  | 4        | Corea del Sud | 5        | Corea del Sud | 7 | 6          |                 |                 |                 |        |        |        |        |  |
|  | 4        | Corea del Sud |          |               |   |            |                 |                 |                 |        |        |        |        |  |
|  | 5        | Svezia        | 3        |               |   |            |                 |                 |                 |        |        |        |        |  |
|  | 5        | Svezia        | 3        |               | 1 | Canada     | 7               |                 |                 |        |        |        |        |  |
|  |          |               |          |               |   |            |                 |                 |                 |        |        |        |        |  |
|  |          |               | 2        | Svizzera      | 5 |            |                 |                 |                 |        |        |        |        |  |
|  |          |               |          | Svizzera      | 5 |            |                 |                 |                 |        |        |        |        |  |
|  |          |               |          |               |   |            |                 |                 |                 |        |        |        |        |  |
|  |          |               |          |               |   |            |                 |                 |                 |        |        |        |        |  |
|  |          | 2             | Svizzera | 6             |   |            | Finale 3º posto | Finale 3º posto | Finale 3º posto |        |        |        |        |  |
|  |          |               |          | 6             |   |            |                 |                 |                 |        |        |        |        |  |
|  |          |               | 3        | Italia        | 3 |            |                 |                 |                 |        |        |        |        |  |
|  | 3        | Italia        | 3        | Italia        | 3 | 7          |                 |                 | 3               | Italia | 3      |        |        |  |
|  | 3        | Italia        |          |               |   |            |                 |                 | 3               | Italia | 3      |        |        |  |
|  | 6        | Danimarca     | 4        |               |   | 4          | Corea del Sud   | 6               |                 |        |        |        |        |  |

## Classifica finale
| Pos. | Squadra       |
| ---- | ------------- |
| 1    | Canada        |
| 2    | Svizzera      |
| 3    | Corea del Sud |
| 4    | Italia        |
| 5    | Svezia        |
| 5    | Danimarca     |
| 7    | Stati Uniti   |
| 8    | Scozia        |
| 9    | Norvegia      |
| 10   | Turchia       |
| 11   | Giappone      |
| 12   | Estonia       |
| 13   | Nuova Zelanda |